# أنجيلكا بالما
أنجيلكا بالما (بالإسبانية: Angélica Palma)‏ هي صحفية وكاتِبة بيروفية، ولدت في 24 نوفمبر 1878 في ليما في بيرو، وتوفيت في 25 أكتوبر 1935 في روساريو في الأرجنتين بسبب ذات الرئة.